# リトル・マーメイド (テレビアニメ)
『リトル・マーメイド』（原題: The Little Mermaid）は、ウォルト・ディズニー・テレビジョン・アニメーションが制作したアメリカ合衆国のテレビアニメ。アメリカでは1992年9月11日から1994年11月26日までに全31話が放送された。

## 概要
1989年にアメリカで公開され大ヒットを記録した同名のディズニー映画のスピンオフ作品。映画と同様にアリエルを主役としたファンタジーアニメとして制作された。
映画でのミュージカルを用いた演出は本作にも採用されており、殆どの回で新規に制作された楽曲が使われている。
アニメーションはウォルト・ディズニー・アニメーション・ジャパンが前半の回を担当。監督のジェイミー・ミッチェルによれば、映画版の質に匹敵する制作作業が行えるよう日本人アニメーターに注目したことが語られている。なお、後半からは下請け制作を中心とする台湾のワン・フィルム・プロダクションに交代となり、ウォルト・ディズニー・アニメーション・ジャパンは『アラジンの大冒険』、『ガーゴイルズ』などの制作に移っている。
時系列としては映画でアリエルがエリック王子に出会う前の時期として設定されている。しかし、映画ではアリエルとアースラが過去に邂逅した事実がないと示されていたのに対して、本作ではアリエルがアースラと対面する回が描かれるなど、時系列上の整合性は取られていない。
また、後に発売された『リトル・マーメイドIII はじまりの物語』では本作より前の時間軸が描かれているが、フランダーとの初対面時など矛盾する描写もありこちらも本作とは繋がりを持たない作品となっている。

### 日本での展開
日本では1994年にWOWOWの「I Love Disney」枠にて初回放送が行われ、シーズン2まで放送。その後のシーズン3はアメリカでの放送期間との兼ね合いから1年以上空いた1996年1月に再開する形で放送されることとなった。
本放送終了後はテレビ東京（Disney Time）やディズニー・チャンネル→ディズニージュニアでのリピート放送が実施されている。
ディズニープラスでは2020年より配信が開始された。ただし、初回エピソードである「迷子のスポット」のみ2021年をもって配信が停止された状態となっている。日本では2019年7月15日からディズニーデラックスで配信されていたが、現在はディズニープラスで配信されている。

## ストーリー
これはアリエルがエリックと出会う前の物語。
海底の世界・アトランティカで生活する14歳の人魚姫であるアリエルは、好奇心旺盛な性格から魚のフランダーや稀に蟹のセバスチャンと共に海底を探索することが日常と化していた。そこで時に誰かの助けとなり、アトランティカの危機を救うなど様々な騒動の解決や他者との出会いをアリエルは経験していく。

## 登場キャラクター
主要なキャラクターは映画版の該当項目を参照。

### 本作のみ登場キャラクター
ロブスター・モブスター
声 - 富田耕生
海のギャング。トリトンの財宝を狙って悪事を繰り広げている。
ダ・シュリンプ
声 - 中尾隆聖
ロブスター・モブスターの手下のエビ。
アーチン
声 - 内田崇吉
孤独な暮らしをしていた人魚の少年で、親もおらず友達もいない。第4話から登場し、同話で1度ロブスターモブスターに騙されるが、ラストシーンでアリエルの友達となり、それ以後のエピソードでは一緒に行動しているシーンが多い。
また、アリエルがソアー王子と結婚すると勘違いした時には結婚を阻止しようとしたり、夢の中で『どこにも行かないで』と言葉にするほど、アリエルを大事に思っている。
トリトンを実の父のように慕っており、アリエルの姉妹たちからは『いたずらっ子でできの悪い弟』のように思われている。
映画版及びOVA作品には未登場。
ソアー王子
声 - 藤原啓治
アトランティカとは仲の悪い、好戦的な国オリンピアの王子。やや傲慢なところがあるが、王子としての品格は備えている模様。
トリトン王の提案によりアリエルとのペアでシー・オリンピックの 水中アクロバット競技に出場が決定するが、これをアリエルとの結婚のペアと誤解したアーチンにより騒動が起きる。
パール
声 - 水谷優子
アリエルの姉アラーナの友人。やや不良っぽいところがある。
親がやや放任主義のため、アリエル達姉妹とトリトンとの親子関係を羨んでいる。
サイモン
声 - 江原正士
陽気な性格。長年孤独に暮らしていた。その異形な体のせいで近所付き合いをしようとしても周囲の住人と上手く付き合うことができず、寂しい思いをしていた。
友達が欲しくてビンの中に手紙を描いて大量に海に流していた。
イービル・マンタ
声 - 大塚明夫
トリトン王の敵で、海底火山に封印されていたが、騙されたアリエルが封印を解いてしまう。
アトランティカを狙っているので他者を利用して混乱に陥れることが多い。
ペットにドッグフィッシュという犬によく似た魚を連れている。
セールスフィッシュ
声 - 堀内賢雄
緑色したウツボのセールスマン。さまざまな商品を売り歩いている。
アーチンを騙してトリトンの矛を奪った時に試し撃ちをしたところ、矛の力を扱いきれずそのパワーを誤って身に受けてしまい、電気ウナギのように発電してしびれてしまうようになった。
リトル・イービル
声 - 渕崎ゆり子
イービル・マンタの息子で、シャーカニアのサメたち。
スポット
群れからはぐれたシャチの子供。身を隠していたところにアリエルと出会い、サメに襲われながらも再び群れに加わることができた。
後に再登場した際はサーカスの一団に捕まってしまうが、こちらもアリエルの活躍によって救出され事なきを得た。
グローフィッシュ
洞窟の魔女
アウグストゥス王
魔法の石の魔人

## 声の出演
| 役名         | 原語版                                  | 日本語版 |
| ------------ | --------------------------------------- | --- |
| アリエル     | ジョディ・ベンソン                      | すずきまゆみ |
| セバスチャン | サミュエル・E・ライト                   | 安西正弘 |
| フランダー   | イーダン・グロス→ブラッドリー・ピアース | 林勇 |
| トリトン     | ケネス・マース                          | 石田太郎 林勇（少年期（第12話））                                                                                    |
| アーチン     | ダニー・クックセイ                      | 内田崇吉 |
| アースラ     | パット・キャロル                        | 森公美子 |
| エリック     | ジェフ・ベネット                        | 岡野浩介 |
| フロットサム | コーリー・バートン                      | 森山周一郎 |
| ジェットサム | コーリー・バートン                      | 森山周一郎 |
| ルイ         | ルネ・オーベルジョノワ                  | |
| スカットル   | モーリス・ラマーシュ                    | 肝付兼太 |
| アクアータ   | モナ・マーシャル                        | 鈴鹿千春 |
| アンドリーナ | キャシー・キャバディーニ                | |
| アリスタ     | メアリー・ケイ・バーグマン              | |
| アティーナ   | キャス・スーシー                        | 豊島まさみ |
| アデーラ     | シェリー・リン                          | |
| アラーナ     | キミー・ロバートソン                    | |
| パール       | クリー・サマー                          | 水谷優子 |
| マックス     | フランク・ウェルカー                    | （※原語版流用） |
| その他       |                                         | 富田耕生 中尾隆聖 藤原啓治 増岡弘 大塚明夫 茶風林 小宮和枝 郷里大輔 渕崎ゆり子 江原正士 加藤精三 氷上恭子 今橋かつよ |

## 主題歌・挿入歌
OP曲は下記の3曲における器楽曲を組み合わせた物を使用。シーズン3では効果音と共に映像が変更。
「Part of Your World」
歌 - すずきまゆみ、作詞 - ハワード・アッシュマン、作曲 - アラン・メンケン
「Under the Sea」
歌 - 上條恒彦、作詞 - ハワード・アッシュマン、作曲 - アラン・メンケン
「Kiss the Girl」
歌 - 上條恒彦、作詞 - ハワード・アッシュマン、松澤薫、近衛秀健、作曲 - アラン・メンケン
「Just a Little Love」
歌唱キャラクター - アリエル
「You Got to Be You」
歌唱キャラクター - セバスチャン
「To the Edge of the Edge of the Sea」
歌唱キャラクター - アリエル
「The Lobster Mobster's Mob」
歌唱キャラクター - ロブスター・モブスター、ダ・シュリンプ
「Beddie-Bye Blues」
歌唱キャラクター - ロブスター・モブスター、ダ・シュリンプ
「Sing a New Song」
歌唱キャラクター - アリエル、サイモン
「In Harmony」
歌唱キャラクター - アリエル
「Dis is de Life」
歌唱キャラクター - セバスチャン
「You Know I Know」
歌唱キャラクター - セバスチャン
「Never Give Up」
歌唱キャラクター - アリエル、セバスチャン
「Everybody Cha-Cha-Cha」
歌唱キャラクター - セバスチャン
「You Wouldn't Want to Mess with Me」
歌唱キャラクター - アースラ
「The Sound of Laughter」
歌唱キャラクター - セバスチャン
「Daring to Dance」
歌唱キャラクター - アリエル
「Hail Apollo, Defender of the Sea」
歌唱キャラクター - アトランティカの軍隊
「I Just Like the Sky」
歌唱キャラクター - スカットル
「Just Give Me a Chance」
歌唱キャラクター - スカットル
「I Go to the Beach」
歌唱キャラクター - セバスチャン
「Just Like Me」
歌唱キャラクター - イービル・マンタ
「Let's Play Princess」
歌唱キャラクター - アリエル

## スタッフ
英語版
※各話EDより抜粋。
- 製作プロデューサー・監督 - ジェイミー・ミッチェル
- 音楽 - ダン・フォリアート、マーク・ワターズ
- WDAJ回担当スタッフ
  - アニメーション総監督 - 山本繁
  - 監督 - 橋本三郎、宇井孝司、川村貴光
  - アニメーション監督 - 後村武、保江圓、和田久詩、川又浩、鈴木信一、竹内一義
  - 動画・動画管理 - タマ・プロダクション、あにまる屋、マジックバス、J.C.STAFF
  - 背景 - 番野雅好、フィルムマジック、スタジオ風雅、能勢益美、GREEN、J.C.STAFF、あにまる屋
  - 制作協力 - 中村プロダクション、スタジオロビン、スタジオキャッツ、ライトフット、高橋プロダクション、上海朝陽動画、JADEアニメーション
- 各話アニメーション制作 - ウォルト・ディズニー・アニメーション・ジャパン、ワン・フィルム・プロダクション（英語版）（協力:遠東動画[13]）
- 製作 - ウォルト・ディズニー・テレビジョン・アニメーション

日本語版
- 翻訳 - 杉田朋子
- 演出 - 木村絵理子
- 録音制作 - 東北新社

## 各話リスト
| #  | #  | サブタイトル                                                   | 原題                      | 放送日         | 放送日          |
| -- | -- | -------------------------------------------------------------- | ------------------------- | -------------- | --------------- |
| 1  | 1  | 迷子のスポット                                                 | Whale of a Tale           | 1992年 9月11日 | 1994年 10月31日 |
| 2  | 2  | セバスチャン大活躍? （初回放送時:セバスチャン大活躍）          | The Great Sebastian       | 9月12日        | 11月1日         |
| 3  | 3  | ストーミーで出かけたい!                                        | Stormy                    | 9月19日        | 11月2日         |
| 4  | 4  | 友だちがほしいアーチン （初回放送時:友だちがほしいアーティン） | Urchin                    | 9月26日        | 11月3日         |
| 5  | 5  | 消えたふたごちゃん                                             | Double Bubble             | 10月3日        | 11月4日         |
| 6  | 6  | 孤独なモンスターサイモン                                       | Message in a Bottle       | 10月10日       | 11月7日         |
| 7  | 10 | ブーツで大騒動                                                 | Thingamajigger            | 11月7日        | 11月8日         |
| 8  | 7  | 魅惑のブレスレット                                             | Charmed                   | 10月17日       | 11月9日         |
| 9  | 8  | アリエルが結婚?!                                               | Marriage of Inconvenience | 10月24日       | 11月10日        |
| 10 | 14 | おませなマーメイド （初回放送時:肝だめしパーティー）           | Eel-Ectric City           | 12月5日        | 11月11日        |
| 11 | 9  | なかよくハーモニー                                             | The Evil Manta            | 10月31日       | 11月14日        |
| 12 | 11 | 子供に戻ったトリトン王                                         | Red                       | 11月14日       | 11月15日        |
| 13 | 12 | 泥棒をやっつけろ                                               | Beached                   | 11月21日       | 11月16日        |
| 14 | 13 | 父の日のプレゼント                                             | Trident True              | 11月28日       | 11月17日        |
| 15 | 15 | セバスチャンはクビ?!                                           | Resigned to It            | 1993年 9月18日 | 11月18日        |
| 16 | 16 | アリエルのオルガン                                             | Calliope Dreams           | 9月25日        | 11月21日        |
| 17 | 19 | 笑うお年頃 （初回放送時:笑わなくなったアリエル）               | Giggles                   | 10月16日       | 11月22日        |
| 18 | 18 | ひとりぼっちのお友だち （初回放送時:迷信なんて吹き飛ばせ!）    | Against the Tide          | 10月9日        | 11月23日        |
| 19 | 17 | スポットを取り返せ                                             | Save the Whale            | 10月2日        | 11月24日        |
| 20 | 20 | もしもダンスが踊れたら （初回放送時:ヒトデに願いを）           | Wish Upon a Starfish      | 10月23日       | 11月25日        |
| 21 | 21 | セバスチャンのライバル騒動 （初回放送時:ライバルを打ち負かせ） | Tail of Two Crabs         | 10月30日       | 11月28日        |
| 22 | 22 | アンデルセンとの出会い （初回放送時:アンデルセンの人魚姫）     | Metal Fish                | 11月6日        | 11月29日        |
| 23 | 23 | 大きくなったセバスチャン                                       | T'ank You for Dat, Ariel  | 12月11日       | 11月30日        |
| 24 | 24 | 海賊をやっつけろ!                                              | Scuttle                   | 1994年 9月17日 | 1996年 1月23日  |
| 25 | 26 | 恐怖のカニ実験                                                 | Island of Fear            | 10月1日        | 1月24日         |
| 26 | 25 | セバスチャン大王になるぞ                                       | King Crab                 | 9月24日        | 1月25日         |
| 27 | 27 | 失われた島                                                     | Land of the Dinosaurs     | 10月8日        | 1月26日         |
| 28 | 28 | 伝説の英雄アポロ （初回放送時:ヒーローを探して）               | Heroes                    | 10月15日       | 1月29日         |
| 29 | 29 | おヒゲのはえたフランダー                                       | The Beast Within          | 10月22日       | 1月30日         |
| 30 | 31 | 意地悪なマンタ （初回放送時:悪い子万歳!）                      | A Little Evil             | 11月26日       | 1月31日         |
| 31 | 30 | アリエルの宝物                                                 | Ariel's Treasures         | 10月29日       | 2月1日          |

## 評価
新聞社のAVクラブに在籍していたライターのキャロライン・シーデは、本作を通してアリエルの成長を賞賛し親しみやすく説得力のあるキャラクターと呼び、「リトル・マーメイドのテレビアニメは、アリエルに相応しい冒険物語を与えた」と述べた。
スクリーン・ラントのカテリーナ・ダイリーは映画作品から派生したテレビアニメのランク記事で本作をベスト10入りとし、「原作となる映画は、30年経った今でも素晴らしい見ごたえがあり、1992年から1994年にかけて放送された本作にも同じことが言える」と述べた。
一方でコモンセンス・メディアのKJ・デル・アントニアは5つ星の内2つの星を提示し、「熱心なファン以外には好評」と本作に対して厳しい評価を下している。
2023年公開の実写映画でアリエル役にハリー・ベイリーが選ばれた際、本作に登場する黒人人魚のガブリエラと類似した外観から様々なサイトでファンの受け入れの対比に関するレビューが書かれる事態となった。

### 受賞歴
| 年     | 賞                   | 部門                           | 候補 | 結果       | 備考          |
| ------ | -------------------- | ------------------------------ | --- | ---------- | ------------- |
| 1993年 | デイタイム・エミー賞 | 優秀映画音響編集賞             | ティモシー・J・ボルケス、ブライアン・F・マーズ、ジョン・O・ロビンソン三世、マイケル・ガイスラー、マイケル・ゴロム、サム・ホータ、トム・イェーガー、リック・フリーマン                                                                               | ノミネート | [ 22 ]        |
| 1993年 | デイタイム・エミー賞 | 優秀映画音響ミキシング賞       | ティモシー・J・ボルケス | ノミネート | [ 22 ]        |
| 1993年 | アニー賞             | 最優秀テレビアニメ番組賞       | 本作 | ノミネート | [ 23 ] [ 24 ] |
| 1993年 | ヒューマニタス賞     | 子ども向けアニメーション部門   | 「おませなマーメイド（Eel-Ectric City）」 | ノミネート | [ 25 ] [ 26 ] |
| 1993年 | ヒューマニタス賞     | 子ども向けアニメーション部門   | 「孤独なモンスターサイモン（Message in a Bottle）」 | ノミネート | [ 25 ] [ 26 ] |
| 1994年 | デイタイム・エミー賞 | 映画音響編集部門優秀賞         | ティモシー・J・ボルケス、ジョン・O・ロビンソン三世、ブライアン・F・マーズ、ドミニク・チェルト、パトリック・J・フォーリー、ケネス・ヤング、ティモシー・J・ギャリティ、トム・イェーガー、グレッグ・ラプランテ、マイケル・ガイスラー、クリス・ラビドー | ノミネート | [ 27 ]        |
| 1994年 | デイタイム・エミー賞 | 音楽監督・作曲部門優秀賞       | マーク・ワッターズ | ノミネート | [ 28 ]        |
| 1994年 | デイタイム・エミー賞 | 優秀映画音響ミキシング賞       | スコット・ブラウンリー、ティモシー・J・ギャリティ、ティモシー・J・ボルケス | ノミネート | [ 27 ]        |
| 1995年 | デイタイム・エミー賞 | 優秀子供向けアニメーション番組 | パッツィー・キャメロン、テッド・アナスティ、ジェイミー・ミッチェル | ノミネート | [ 29 ] [ 30 ] |
| 1995年 | デイタイム・エミー賞 | 優秀映画音響編集賞             | ジョン・O・ロビンソン三世、ブライアン・F・マーズ、チャールズ・リシュワルスキー、トム・イェーガー、ジェニファー・マーテンス、マイケル・ガイスラー、グレッグ・ラプランテ                                                                              | ノミネート | [ 31 ]        |
| 1995年 | デイタイム・エミー賞 | 優秀映画音響ミキシング賞       | ティモシー・J・ギャリティ、ティモシー・J・ボルケス | ノミネート | [ 31 ]        |